# Душко Тадић (политичар)
Душко Тадић (Приједор, 1. октобар 1955) српски је политичар. Бивши је лидер СДС-а у Козарцу. Међународни кривични суд за бившу Југославију (МКСЈ) осудио га је за злочине против човечности, тешка кршења Женевских конвенција и кршења обичаја ратовања за своје поступке на подручју Приједора, укључујући логоре у Омарској, Трнопољу и Кератерму. Осуђен је на 20 година затвора. 

## Суђење
Тадића је немачка полиција ухапсила у Минхену у фебруару 1994. године. Он се суочио са дванаест тачака за злочине против човечности, дванаест тачака за тешке повреде Женевских конвенција и десет тачака за кршење обичаја ратовања, за које се изјаснио да није крив. Требало је да му се суди заједно са Гораном Боровницом, али је Боровница нестао 1995. године и касније је проглашен мртвим.
Дана 7. маја 1997. Претресно веће 2 прогласило је Тадића кривим по 9 тачака и делимично кривим по 2 тачке. Тадић и тужилаштво уложили су жалбе по више основа. Један од аргумената захтевао је од суда да утврди да ли је суд био легитиман у вршењу своје надлежности. Тадић је тврдио да је суд нелегитимно формиран преко Савета безбедности Уједињених нација. Његов аргумент је био заснован на подели власти. Он је у суштини тврдио да је Савет безбедности извршни огранак владе и да стога није имао моћ да створи правосудно тело.
Да би решио овај аргумент, суд је био приморан да утврди да ли је легитимно формиран преко Савета безбедности Уједињених нација. Анализа суда је почела утврђивањем да ли је то питање надлежности. Објашњено је да ово можда није питање надлежности,  када је надлежности дата уска дефиниција. Затим је приметио да уска дефиниција надлежности није оправдана у међународном контексту.
Затим је суд наставио да утврђује да ли има овлашћења да процени сопствену надлежност. У доношењу закључка, суд је објаснио да трибунал, у међународном контексту, мора да потврди сопствену јурисдикцију у оквиру савета који га формира. Сходно томе, утврдио је да нема овлашћења да утврђује важење свог оснивања од стране савета безбедности.
Значајно питање на суђењу било је коришћење заштитних мера за неколико сведока, као што су анонимност (укључујући чување њихових имена од одбране), подношење доказа из собе одвојене од суднице, и изобличење гласова и слика. Већина Претресног већа одобрила је овај захтев на основу тога што је Трибунал имао дужност „да заштити сведоке који су истински уплашени“. Међутим, судија Стивен се није сложио, тврдећи да је неразумно тражити од одбране да унакрсно испита сведока који је представљао „бестелесни и изобличени глас пренет електронским путем“.
Још један значајан инцидент током суђења било је кршење налога о анонимности од стране одбране у вези са сведоком Л, који је у унакрсном испитивању открио да је лагао о смрти свог оца и да је био обучен да сведочи на Трибуналу од стране владе Федерације БиХ.
Тадићевом жалбом на пресуду проглашен је кривим по још неколико тачака. Године 2000. МКСЈ је Тадићевог адвоката Милана Вујина прогласио кривим за непоштовање суда. Према Тадићевим речима, Вујин је више био заинтересован за одбрану интереса Србије него за одбрану интереса свог клијента. Ова пресуда није утицала на изрицање пресуде Тадићу. Након што је издржао казну до септембра 2000. године у Хагу, пребачен је у затвор у Минхену у Немачкој. Превремено пуштен из затвора 17. јула 2008. године и живи у Србији.